# Liste der Vorsitzenden des Allgemeinen Rates der Welthandelsorganisation
Diese Liste der Vorsitzenden des Allgemeinen Rates der Welthandelsorganisation führt alle Personen auf, die den Vorsitz des Allgemeinen Rates der WTO innehatten.
Der Punkt Datum bezeichnet das Treffen des Allgemeinen Rates, bei dem der Konsens über die Person, die das Amt ausüben soll, festgestellt wurde.

## Liste
| Jahr      | Amtsträger                | Nationalität                   | Datum             |        |
| --------- | ------------------------- | ------------------------------ | ----------------- | ------ |
| 1995–1996 | Krishnasamy Kesavapany    | Singapur                       | 31. Januar 1995   | [ 1 ]  |
| 1996–1997 | William Rossier           | Schweiz                        | 13. Dezember 1995 | [ 2 ]  |
| 1997–1998 | Celso Lafer               | Brasilien                      | 7. Februar 1997   | [ 3 ]  |
| 1998–1999 | John Weekes               | Kanada                         | 19. Februar 1998  | [ 4 ]  |
| 1999–2000 | Ali Mchumo                | Tansania                       | 16. Februar 1999  | [ 5 ]  |
| 2000–2001 | Kare Bryn                 | Norwegen                       | 8. Februar 2000   | [ 6 ]  |
| 2001–2002 | Stuart Harbinson          | Hongkong (als Hongkong, China) | 9. Februar 2001   | [ 7 ]  |
| 2002–2003 | Sergio Marchi             | Kanada                         | 15. Februar 2002  | [ 8 ]  |
| 2003–2004 | Carlos Pérez del Castillo | Uruguay                        | 10. Februar 2003  | [ 9 ]  |
| 2004–2005 | Shotaro Oshima            | Japan                          | 11. Februar 2004  | [ 10 ] |
| 2005–2006 | Amina Mohamed             | Kenia                          | 15. Februar 2005  | [ 11 ] |
| 2006–2007 | Eirik Glenne              | Norwegen                       | 8. Februar 2006   | [ 12 ] |
| 2007–2008 | Muhamad Noor Yacob        | Malaysia                       | 7. Februar 2007   | [ 13 ] |
| 2008–2009 | Bruce Gosper              | Australien                     | 6. Februar 2008   | [ 14 ] |
| 2009–2010 | Mario Matus               | Chile                          | 3. Februar 2009   | [ 15 ] |
| 2010–2011 | John Gero                 | Kanada                         | 22. Februar 2010  | [ 16 ] |
| 2011–2012 | Yonov Frederick Agah      | Nigeria                        | 22. Februar 2011  | [ 17 ] |
| 2012–2013 | Østebø Johansen           | Norwegen                       | 24. Februar 2012  | [ 18 ] |
| 2013–2014 | Shahid Bashir             | Pakistan                       | 25. Februar 2013  | [ 19 ] |
| 2014–2015 | Jonathan T. Fried         | Kanada                         | 14. März 2014     | [ 20 ] |
| 2015–2016 | Fernando de Mateo         | Mexiko                         | 20. Februar 2015  | [ 21 ] |
| 2016–2017 | Harald Neple              | Norwegen                       | 24. Februar 2016  | [ 22 ] |
| 2017–2018 | Xavier Carim              | Südafrika                      | 7. April 2017     | [ 23 ] |
| 2018–2019 | Ihara Junichi             | Japan                          | 7. März 2018      | [ 24 ] |
| 2019–2020 | Sunanta Kangvalkulkij     | Thailand                       | 28. Februar 2019  | [ 25 ] |
| 2020–2021 | David Walker              | Neuseeland                     | 3. März 2020      | [ 26 ] |
| 2021–2022 | Dacio Castillo            | Honduras                       | 4. März 2021      | [ 27 ] |
| 2022–2023 | Didier Chambovey          | Schweiz                        | 24. Februar 2022  | [ 28 ] |
| 2023–2024 | Athaliah Lesiba Molokomme | Botswana                       | 7. März 2023      | [ 29 ] |
| 2024–2025 | Petter Ølberg             | Norwegen                       | 22. März 2024     | [ 30 ] |
| 2025-     | Saqer Abdullah Almoqbel   | Saudi-Arabien                  | 18. Februar 2025  | [ 31 ] |